# Evangelische Stadtkirche Ruhland

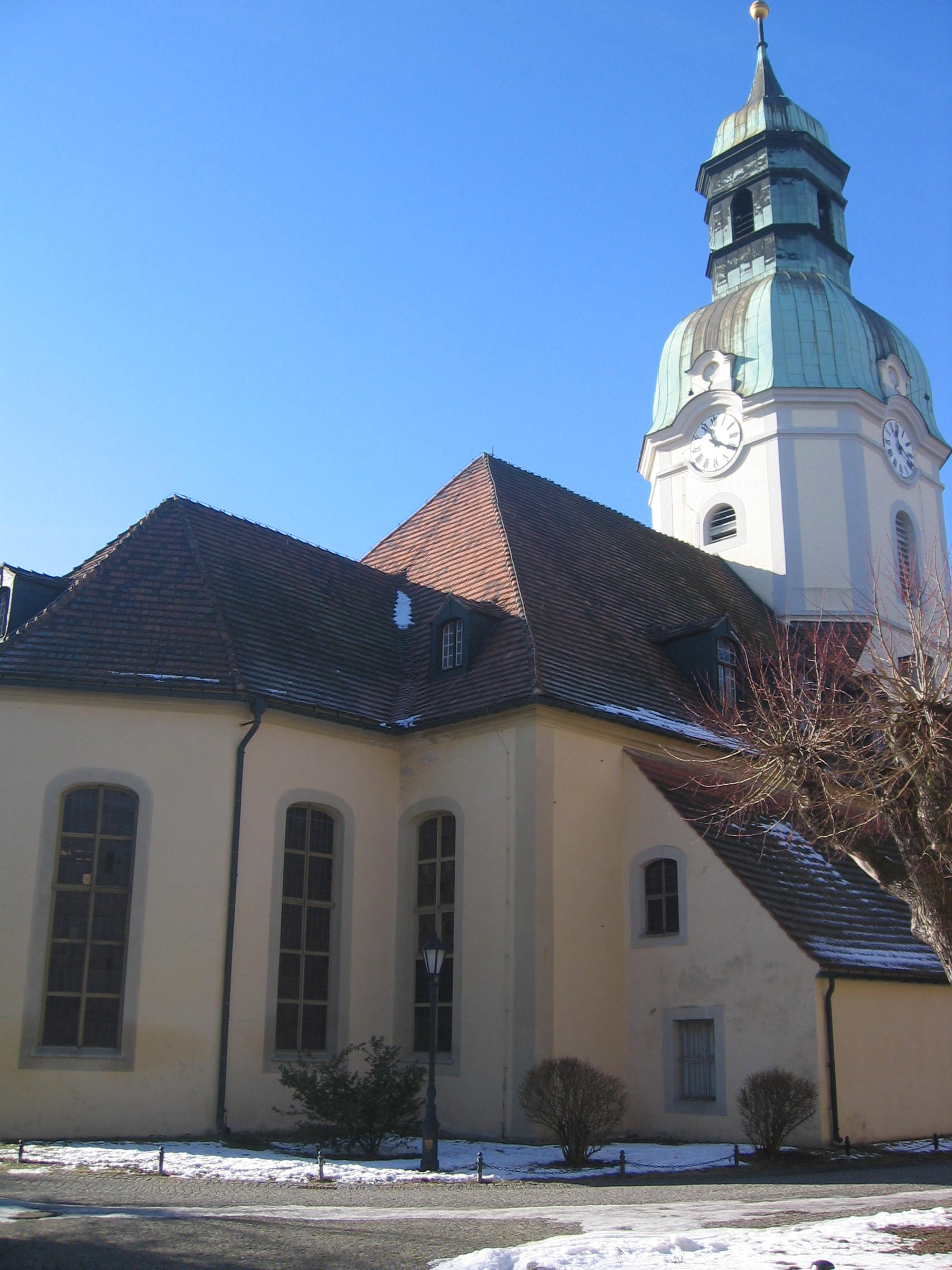
Stadtkirche Ruhland

Die evangelische Stadtkirche Ruhland ist ein denkmalgeschütztes Kirchengebäude in der Kleinstadt Ruhland im südbrandenburgischen Landkreis Oberspreewald-Lausitz. Hier ist das Bauwerk in der Ortsmitte zu finden. Im örtlichen Denkmalverzeichnis ist das Bauwerk unter der Erfassungsnummer 09120217 verzeichnet.

## Baubeschreibung und -geschichte

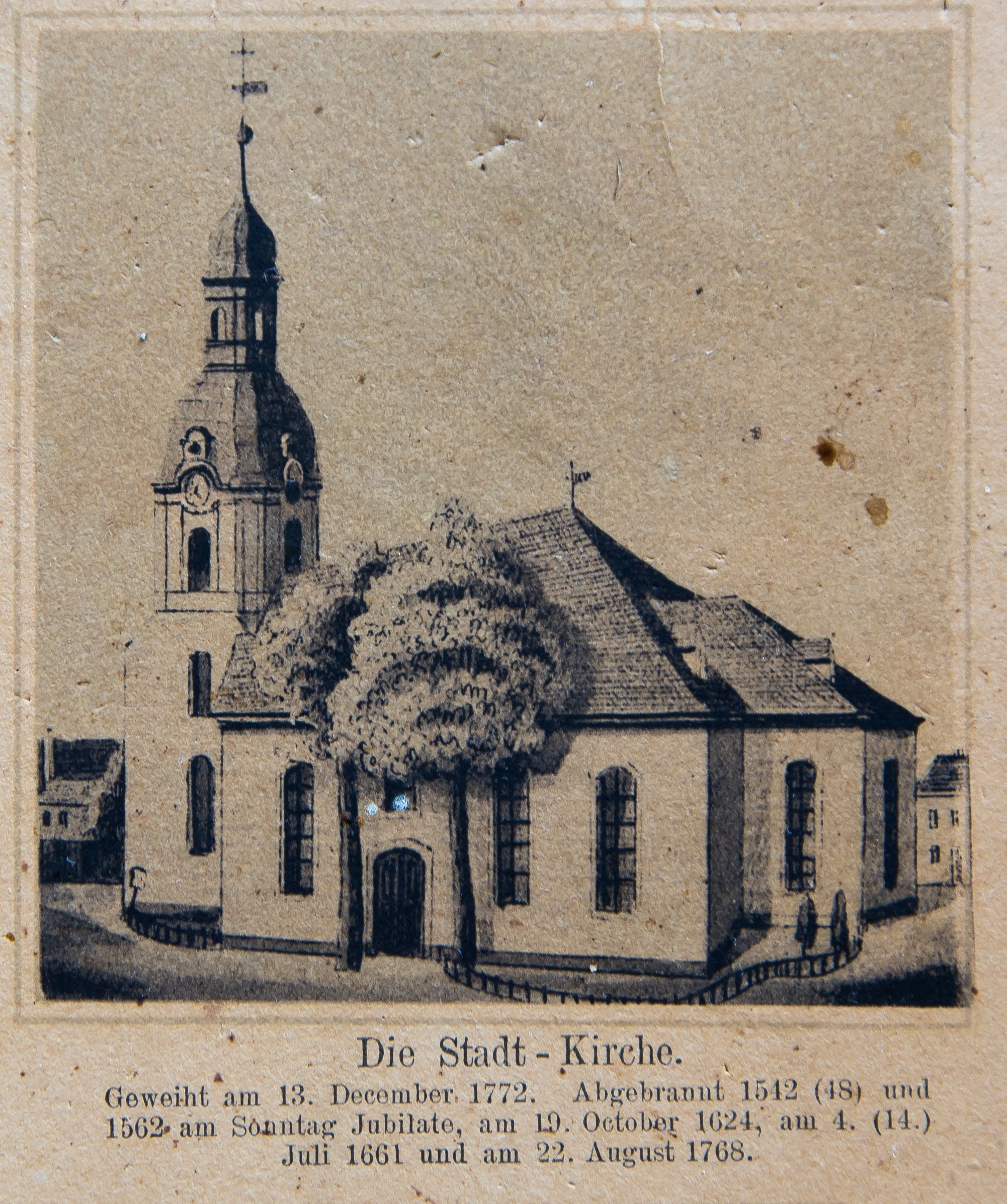
Ansicht um 1890

Nacheinander befanden sich am Standort der heutigen Stadtkirche mehrere aus dem 14. und 15. Jahrhundert stammende Vorgängerbauten, die bei Stadtbränden, zuletzt 1768, schwer beschädigt oder völlig zerstört wurden. In Folge des Brandes im Jahre 1768 wurde schließlich das noch heute in Ruhland zu findende Bauwerk errichtet. Als Baumeister der Kirche zeichnete in den Jahren von 1772 bis 1774 der Dresdner Samuel Locke (1710–1793) verantwortlich, nach dessen Plänen das Bauwerk wieder aufgebaut und erneuert wurde.
Bei der Kirche handelt es sich um einen verputzten Saalbau aus Raseneisenstein, dessen Verhüttungsschlacke und verschiedenen Backsteinen mit eingezogenem polygonal geschlossenem Chor. Im Westen des Kirchenschiffs ist ein bauzeitlicher quadratischer Turm zu finden. Dieser besitzt ein oktogonales Oberteil mit einer kupfergedeckten Haube und Laterne. Im Norden des mit einem Walmdach versehenen Kirchenschiffs ist eine vor 1710 (hölzerner Taufstein) errichtete, zuletzt im 19. Jahrhundert umgebaute Sakristei zu finden.
1964/65 bekommen Kirche und Turm einen neuen Außenputz. 1986 wird Schwammbefall im Gebälk beseitigt, 1987–1990 wird das Kirchendach mit 12 000 gebrauchten Dachziegeln umgedeckt und erhält eine kupferne Dachentwässerung. Kirche und Turm bekommen einen neuen Außenanstrich. Beim Einbau der Heizungen 1994 wurden mehrere Grüfte gefunden und überbaut.
2005/06 wurde das Fundament des Kirchturms durch Betoninjektion stabilisiert. Die wegen des sumpfigen Untergrundes in 3 m Tiefe unter dem Fundament verlegten Erlenholzroste waren infolge Grundwasserschwankungen angefault und es taten sich Risse im Kirchturm selbst sowie zwischen Kirchenschiff und Kirchturm auf; die Westhälfte des Kirchturms begann sich zu neigen. Die Sanierungskosten von etwa 172.000 € trug zu 75 % das Land Brandenburg, 20.000 € betrug der Eigenanteil der Stadt Ruhland, dazu kamen Kirchenmittel. Geplant war, den Eigenanteil der Stadt zur Hälfte aus Spenden zu decken. Am Ende wurden in Stadt und Kirchgemeinde 22.000 € gesammelt.

## Ausstattung (Auswahl)

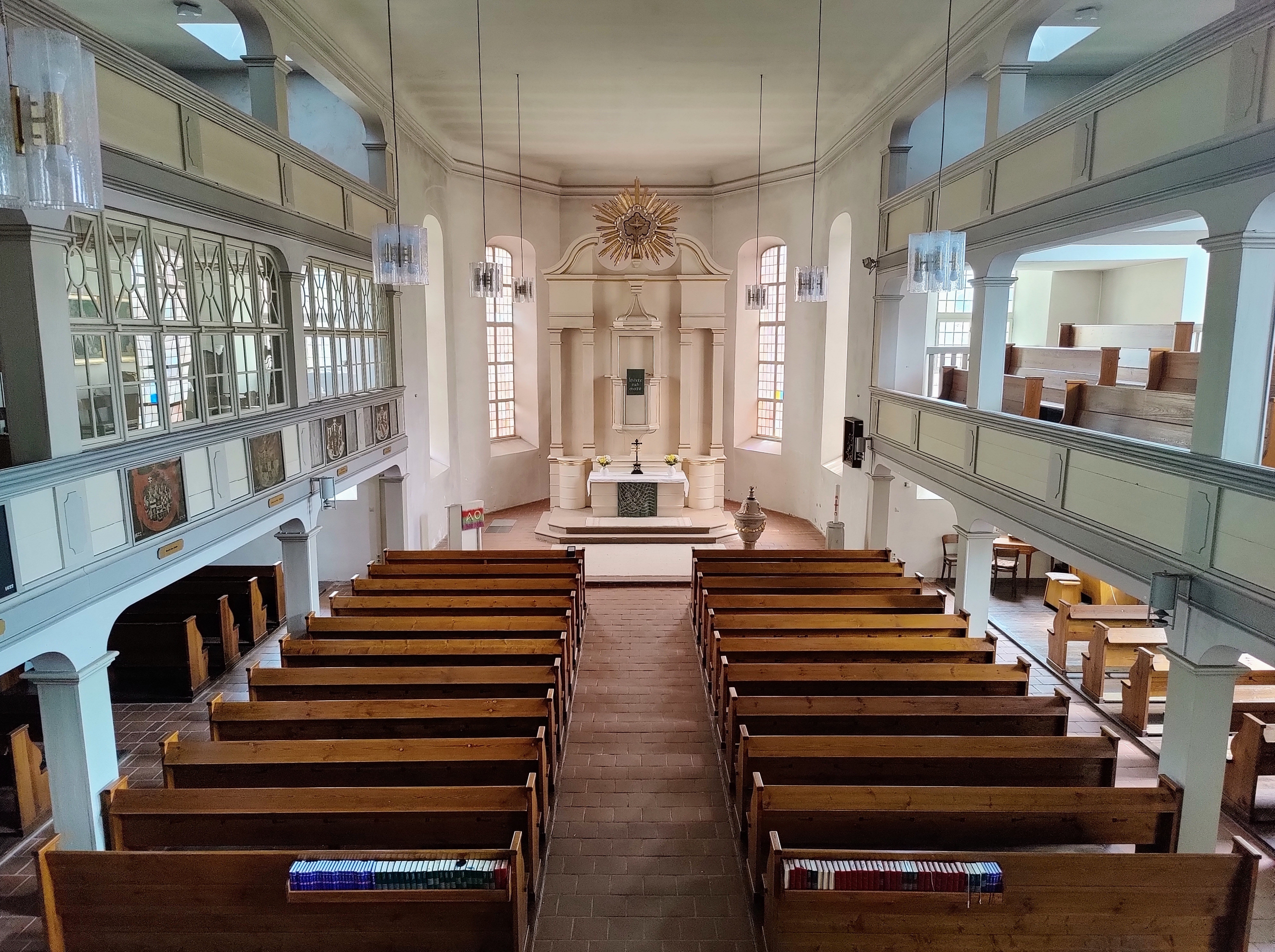
Innenraum (2022)

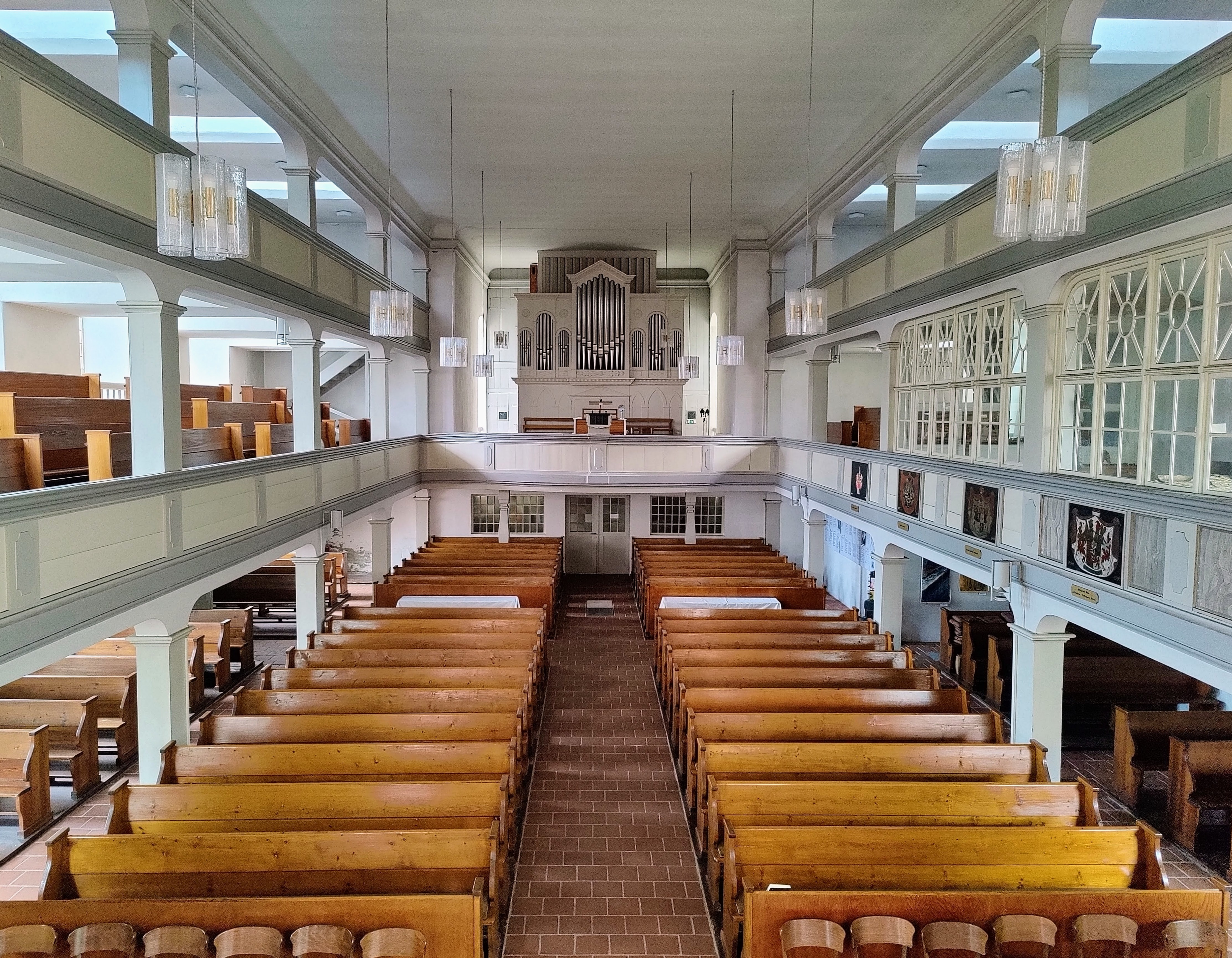
Blick zur Orgel

Im Inneren ist die Kirche durch barocke Elemente geprägt. Hier ist unter anderem ein Taufstein aus dem Jahre 1710 zu finden, ebenso ein aus der Zeit um 1780 stammender Kanzelaltar. Weiterhin zählen die Fragmente eines spätmittelalterlichen Schnitzaltars zum Inventar, die um 1510 entstanden. Unter anderem handelt es sich hier um den Mittelschrein des Altars, welcher eine Darstellung des Marientodes in Form eines Reliefs zeigt. Aus derselben Zeit stammen auch drei Schnitzfiguren (Mondsichelmadonna, Heinrich und Sigismund), die lange Zeit in einem Kasten an der Nordwand aufbewahrt wurden und deren Bedeutung erst 2016 erkannt und die bis 2023 restauriert werden konnten. Ein Foto von 1981 zeigt das Retabel in einem um 1600 gebauten Altaraufsatz, der aus einer Predella mit kleinen Bildern von Jesus Christus und den Aposteln besteht. Seitlich waren in zwei Standflügeln die Wappen der von Gersdorff sowie der Familie von Bünau, von Schönberg und von Minckwitz zu sehen. Ein weiteres Foto von vor 1945 zeigt eine weitere Ergänzung durch einen aufgesetzten, gotischen Schrein mit der knieenden Maria und den zwölf Aposteln. Dieses Retabel stand seinerzeit in der Ruhlander Begräbniskirche. Als sicher gilt, dass der Flügelaltar mit der Mondsichelmadonna nicht für eine Begräbniskapelle gebaut wurde. Es ist denkbar, dass er nach der Reformation aus der Klosterkirche Doberlug nach Ruhland kam. Um den Altar zu erhalten, wurden anschließend sowohl Predalla wie auch der Aufbau geschaffen.
Im Norden und Süden des Schiffs befinden sich zweigeschossige Emporen. Die eingeschossig ausgeführte Westempore, welche in die Turmhalle hineinreicht, besitzt eine geschwungene Brüstung. Auf ihr ist auch die Orgel der Kirche zu finden. Dabei handelt es sich um ein Instrument, welches der Sorauer Orgelbaumeister Gustav Heinze 1920 schuf. Es besitzt pneumatische Kegelladen, zwei Manuale und 22 Register. Das Orgelgehäuse stammt allerdings von einem Instrument, welches im Jahre 1854 in die Kirche eingebaut wurde. Eine Überholung erfolgte 1996/1997.
An der Adelsloge im Nordostteil des Kirchenschiffs befinden sich die Wappen der vier Ruhlander Standesherrschaften.

## Jüngere Vergangenheit und Gemeindezugehörigkeit

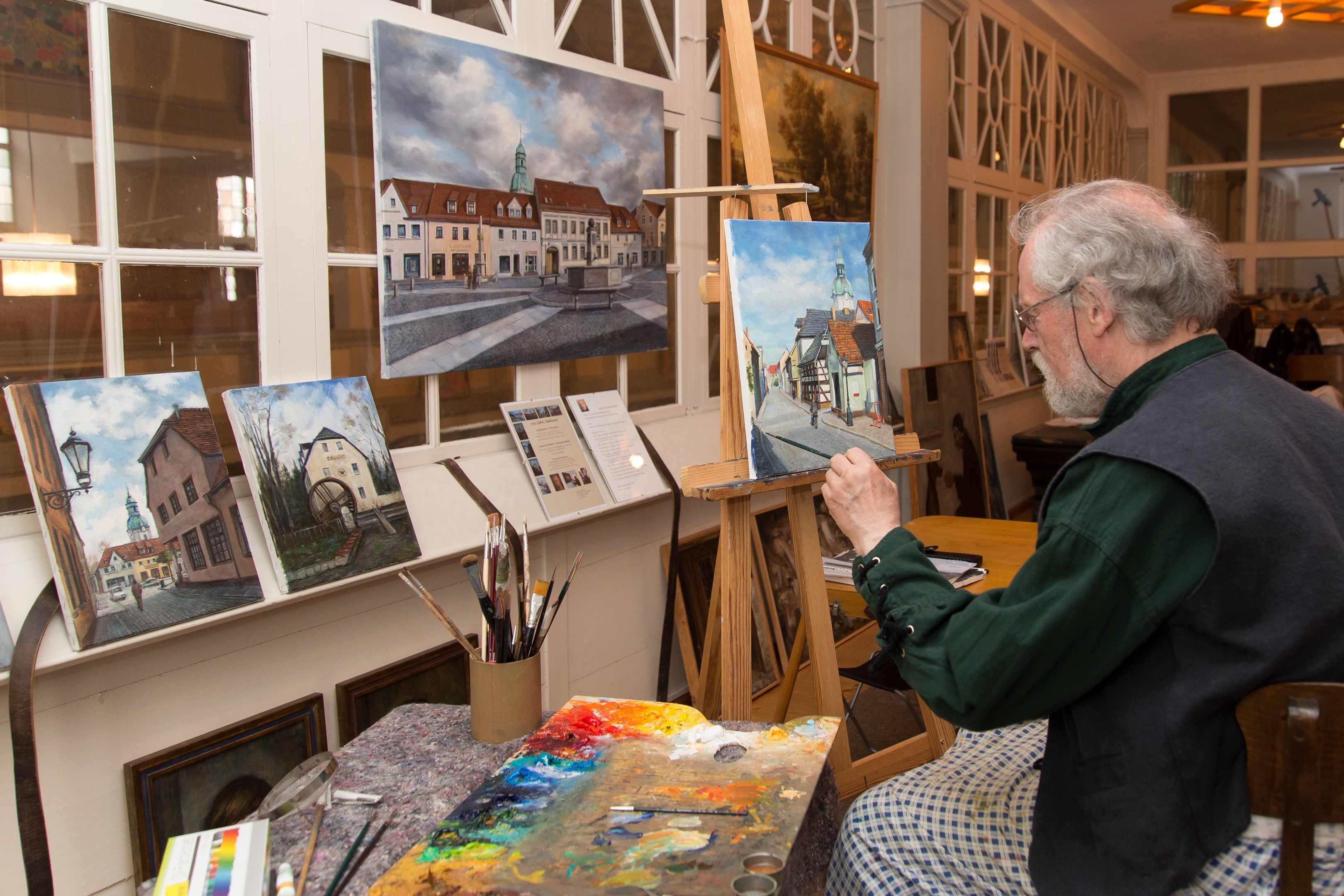
Anatoli Riaboshenko bei der Arbeit

Umfangreiche Sanierungs- und Renovierungsarbeiten fanden an der Kirche zuletzt zwischen den Jahren 1986 und 1992 statt. Die Orgel wurde einige Jahre später 1996 durch das Bad Liebenwerdaer Orgelbauunternehmen Voigt umfangreich restauriert.
Im Rahmen der Feierlichkeiten zum 700. Stadtjubiläum im Jahre 2017 wurde die Adelsloge als Atelier und Ausstellungsfläche für die Arbeiten des mit Ruhland eng verbundenen georgischen Malers Anatoli Riaboshenko (* 1948) genutzt, wo der Künstler unter anderem Gemälde und Zeichnungen von Ruhlander Stadtansichten und Bauten erstellte.
Das Bauwerk wird heute von der Evangelischen Kirchengemeinde Ruhland genutzt. Die Kirchgemeinde befindet sich im Kirchenkreis Schlesische Oberlausitz der Evangelischen Kirche Berlin-Brandenburg-schlesische Oberlausitz, kurz EKBO. Eine weitere von dieser Kirchgemeinde genutzte Kirche ist die Schlosskapelle in Guteborn.

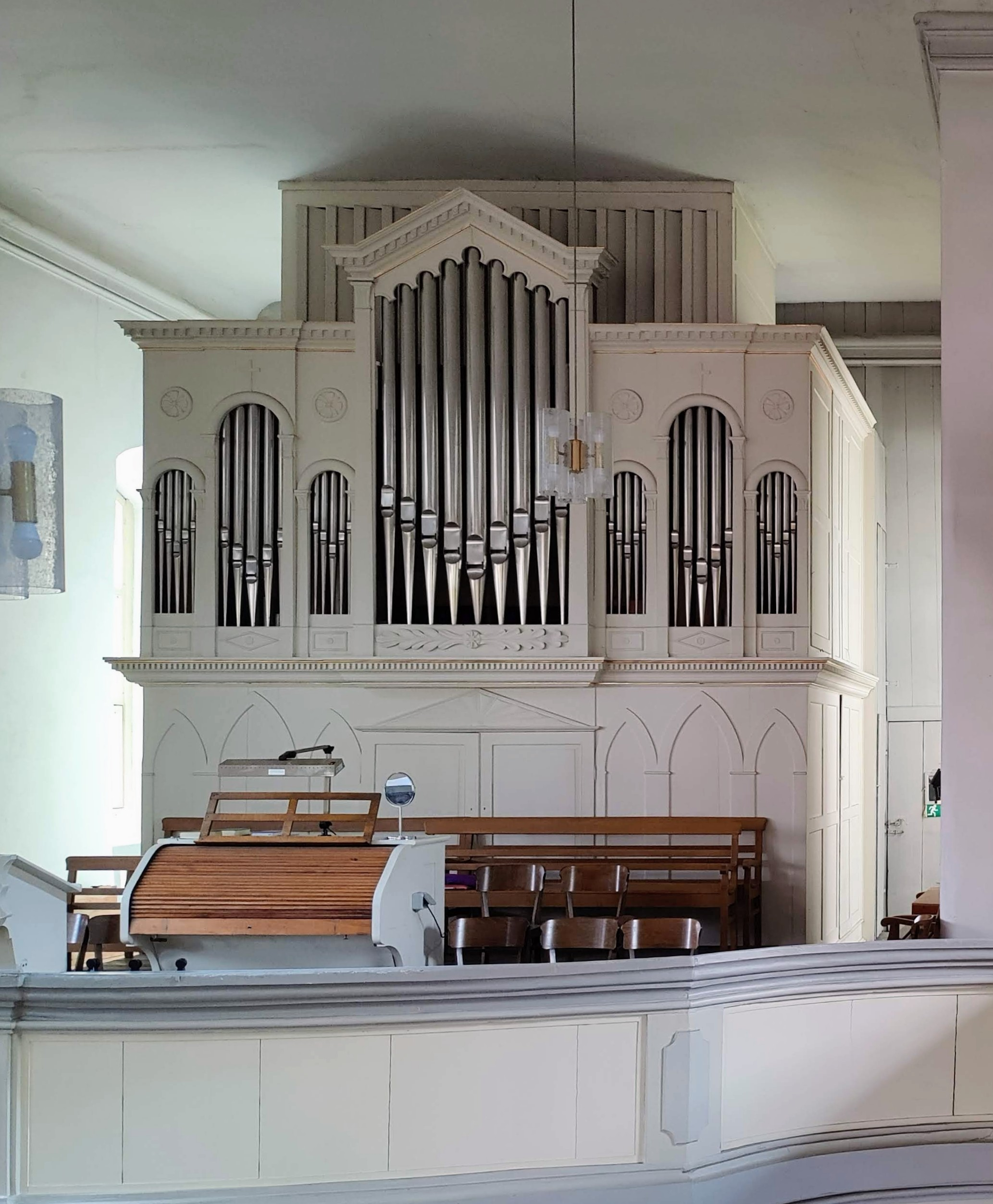
Orgel
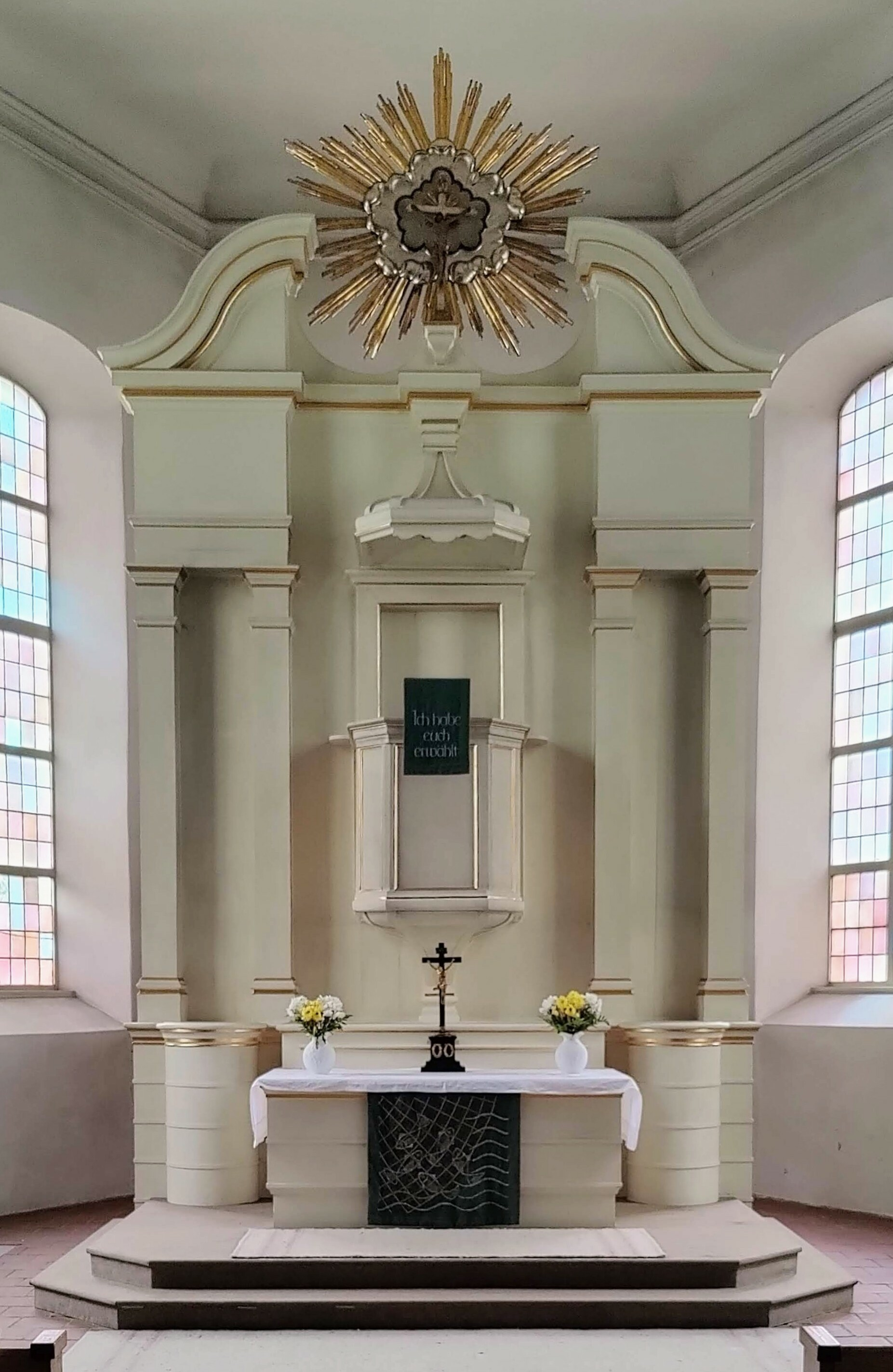
Altar

## Mahnen und Gedenken

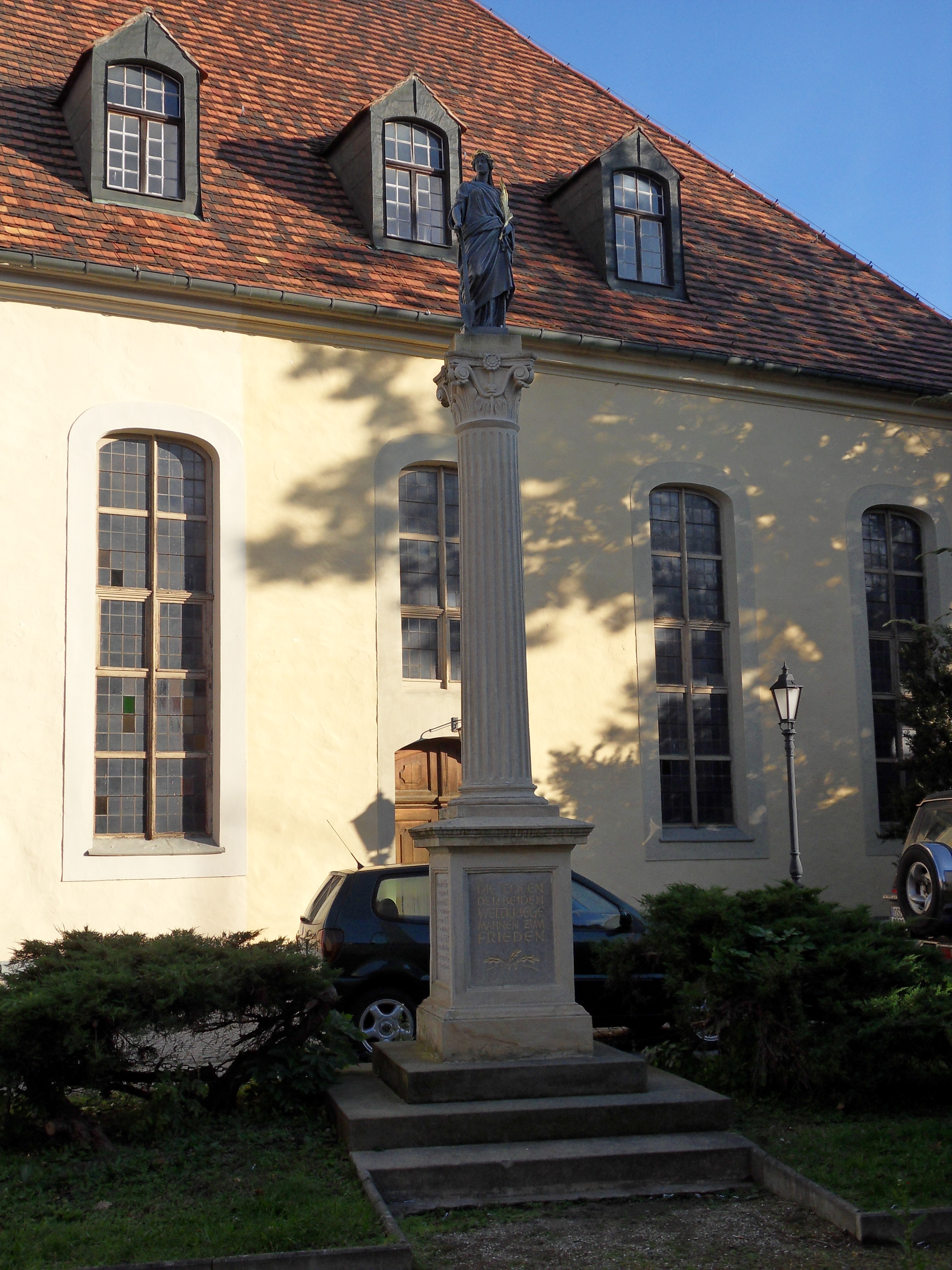
Germania-Denkmal

Am Nordeingang der evangelischen Stadtkirche sind mehrere Gedenktafeln angebracht, welche den in den beiden Weltkriegen gefallenen Einwohnern von Ruhland und den Nachbarorten Arnsdorf, Biehlen, Guteborn, Jannowitz, Naundorf und Schwarzbach gedenken.
Vor der Kirche ist das sogenannte Germania-Denkmal zu finden. Dieses Denkmal wurde ursprünglich im Jahre 1875 auf dem Ruhlander Brauhausplatz aufgestellt, wo es den gefallenen Ruhlander Einwohnern des Deutschen Krieges (1866) und des Deutsch-Französischen Krieges (1870/71) gedenken sollte. Kurz vor dem Zweiten Weltkrieg wurde es aus verkehrstechnischen Gründen im Jahre 1939 an seinen heutigen Standort umgesetzt. Nach dem Krieg wurde dann die Sockelinschrift an der Vorderseite mit dem Text „Die Toten der beiden Weltkriege mahnen zum Frieden“ angebracht, wodurch der Charakter eines Friedensdenkmals verstärkt wurde.

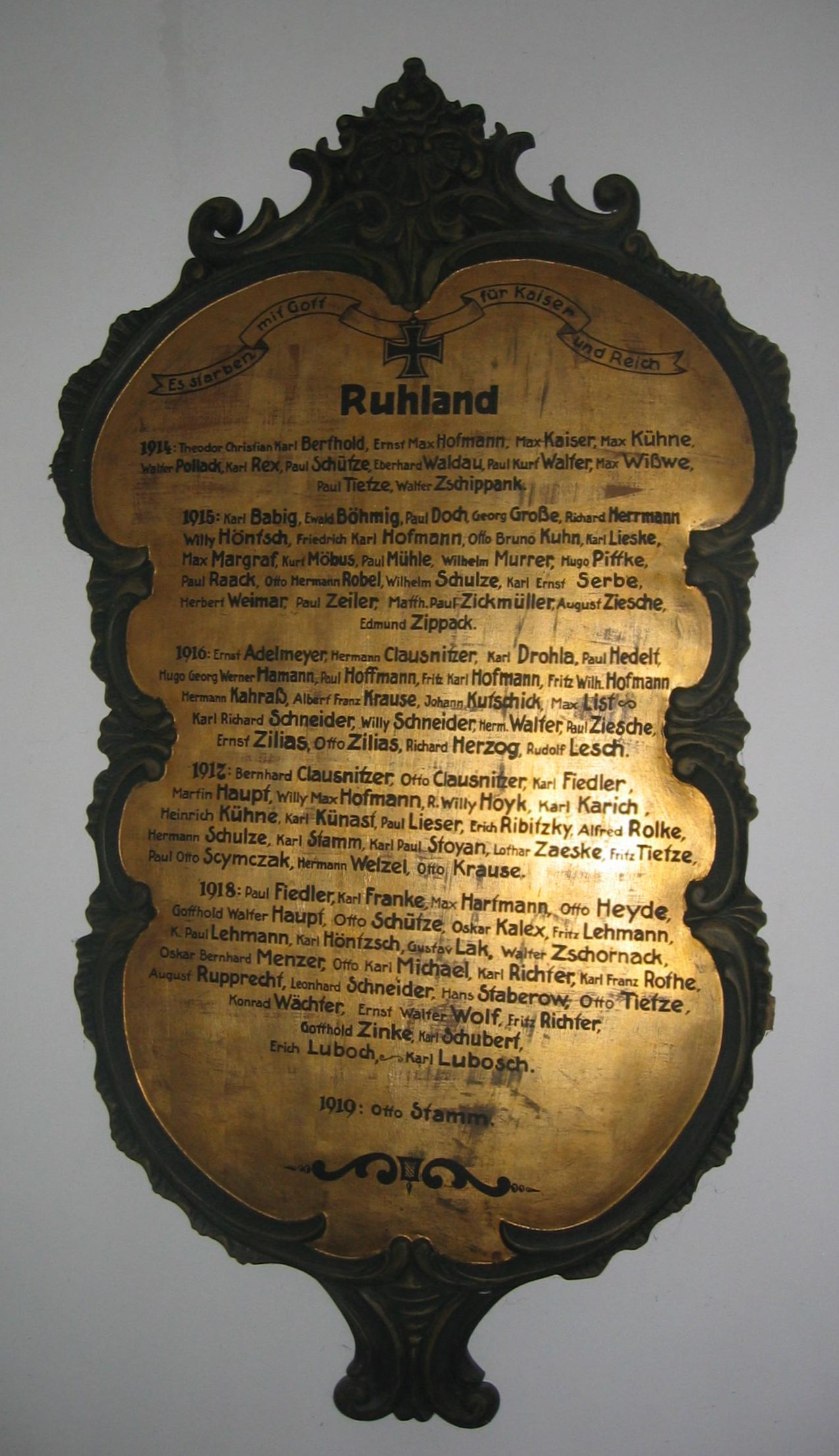
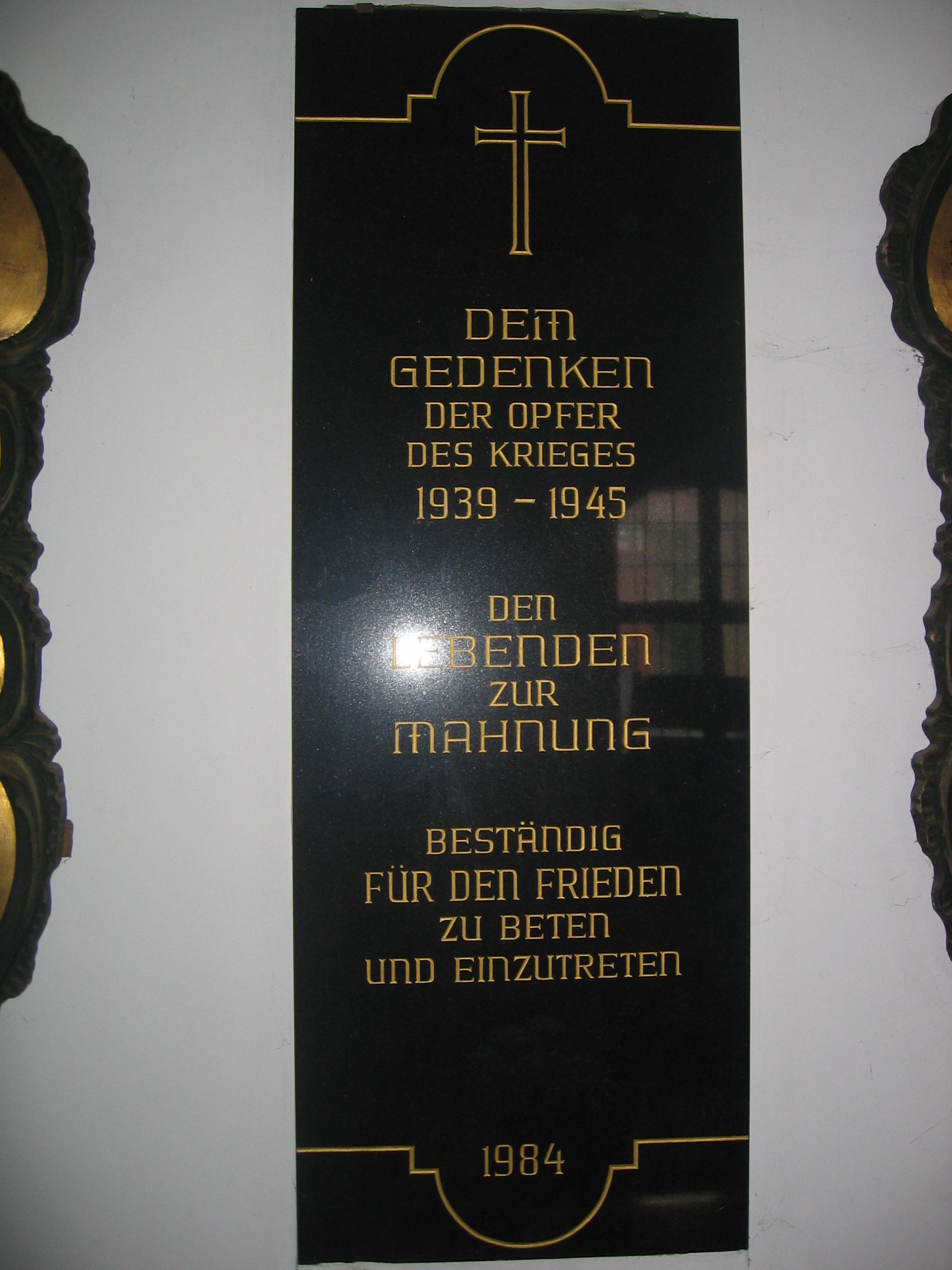
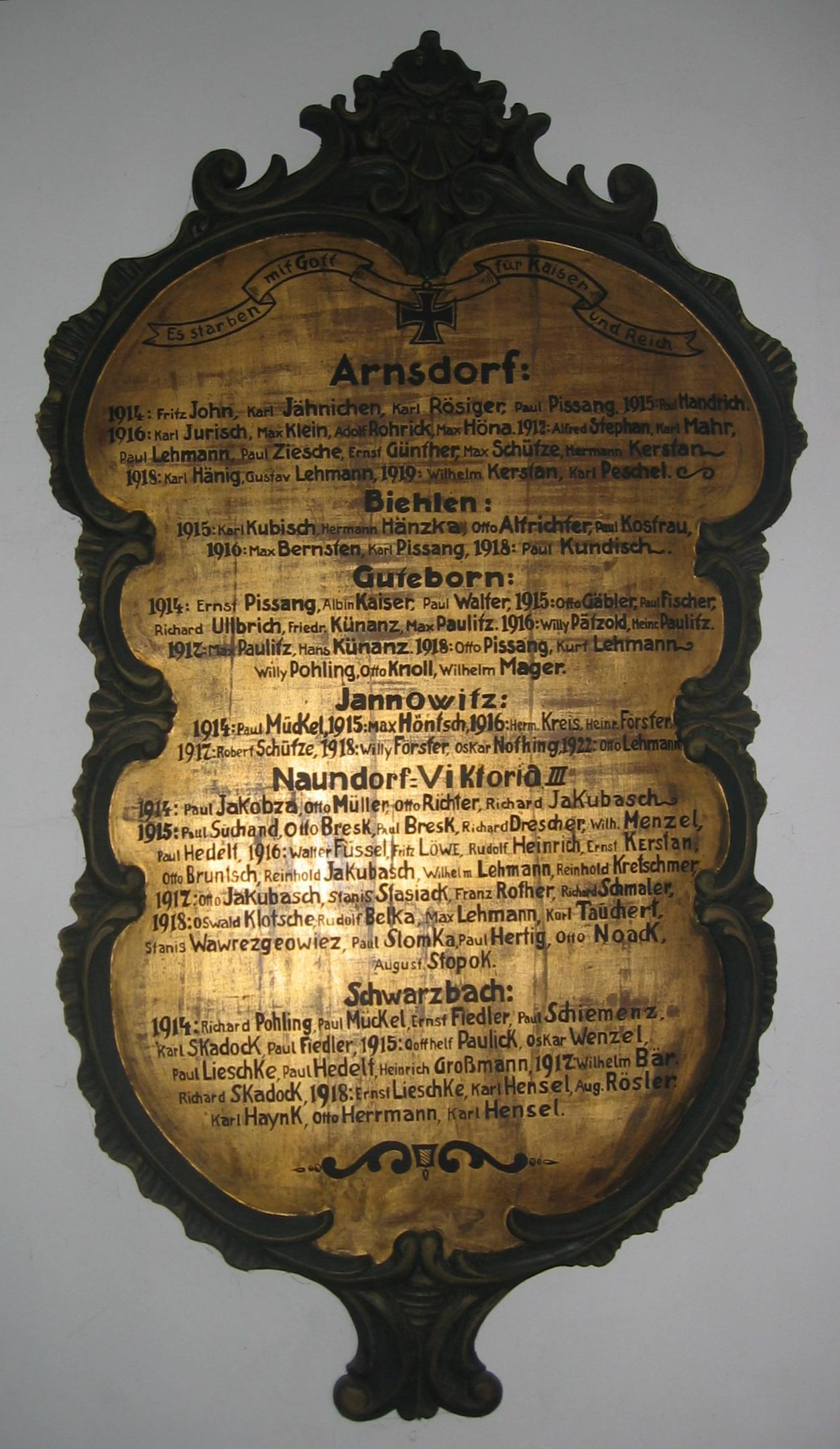